# Musankwa
Musankwa (v tongštině „chlapec zralý na ženění“) byl rod bazálního sauropodomorfního dinosaura, žijícího v období pozdního triasu na území současného afrického státu Zimbabwe (geologické souvrství Pebbly Arkose).

## Objev a popis
Fosilii v podobě kostí pravé zadní končetiny objevil britský paleontolog Paul Barrett v březnu roku 2018 na březích přehradní nádrže Kariba. Typový exemplář nese označení NHMZ 2521 a představuje již zmíněnou kostru zadní končetiny. Ta byla poprvé v odborné literatuře pojednána v roce 2020 (ještě coby nedinosauří fosilní materiál), podruhé v roce 2023 již jako fosilie sauropodomorfa podobného rodu Riojasaurus a následně byla v roce 2024 formálně popsána jako nový rod a druh massopodního sauropodomorfa Musankwa sanyatiensis.
Jedná se o v pořadí čtvrtého dinosaura, popsaného formálně ze Zimbabwe - před ním to byli „Syntarsus“ rhodesiensis v roce 1969, Vulcanodon v roce 1972 a později pak také Mbiresaurus (2022).

Musankwa - objevené fosilní kosti a silueta.

Tento býložravý dinosaurus pravděpodobně kráčel převážně po dvou (byl bipední) a oproti pozdějším formám relativně lehce stavěný - hmotnost typového exempláře byla autory popisné studie odhadnuta na přibližných 386 kg.

## Zařazení
Musankwa je podle fylogenetické analýzy z popisné odborné práce vůbec nejbazálnějším (vývojově nejprimitivnějším) známým zástupcem skupiny Massopoda. Jeho vzdálenými příbuznými tak jsou například rody Riojasaurus a Eucnemesaurus z čeledi Riojasauridae, do které Musankwa nespadá.